# Meyrals
 Meyrals  (en occitano Mairal) es una población y comuna francesa, situada en la región de Aquitania, departamento de Dordoña, en el distrito de Sarlat-la-Canéda y cantón de Saint-Cyprien.

## Demografía
| 439 | 434 | 368 | 385 | 417 | 468 |
| Para los censos de 1962 a 1999 la población legal corresponde a la población sin duplicidades (Fuente: INSEE [Consultar]) |     |     |     |     |     |